# Terrorvision
Terrorvision er et rockband fra Storbritannien. Bandet er også kendt under navnet "The Spoilt Bratz"

## Diskografi
- How to make friends and influence people (1994)
- Regular urban survivors (1995)
- Shaving Peaches (1998)
- Good to go (2001)

| Musikgruppe | Spire Denne artikel om en britisk musikgruppe er en spire som bør udbygges. Du er velkommen til at hjælpe Wikipedia ved at udvide den. |